# Kasbah des Oudayas
Pour les articles homonymes, voir Kasbah (homonymie).
 (novembre 2012).
Si vous disposez d'ouvrages ou d'articles de référence ou si vous connaissez des sites web de qualité traitant du thème abordé ici, merci de compléter l'article en donnant les références utiles à sa vérifiabilité et en les liant à la section « Notes et références ».
La kasbah des Oudaya(s), ou Oudaïa(s) est un ancien camp militaire fortifié bâti au XIIe siècle à Rabat, capitale administrative du Maroc. 
Ancien fief fortifié des Pirates et corsaires de Salé, on y trouve également un des premiers palais bâti par la dynastie royale actuelle des Alaouites. L'édifice est patrimoine mondial de l'Unesco depuis 2012

## Histoire

### Origine
Son nom vient d'une tribu arabe Guich du Maroc, les Oudayas, qui fut déplacée de la ville de Fès vers Rabat.

### Les Almoravides et les Almohades
La kasbah des Oudayas fut construite initialement au XIIe siècle par les Almoravides pour lutter contre les tribus berghouatas. Elle ne devient importante qu'avec les Almohades, qui en font un camp militaire, un ribat surplombant l'embouchure du fleuve Bouregreg et le nomment Mehdiya. La kasbah sert de base aux armées marocaines partant à la conquête de l'Andalousie, dirigées par la dynastie almohade.

### La république du Bouregreg
En 1609, le roi Philippe III d’Espagne expulse près d’un million de morisques, 2 000 immigrants s’installent dans la kasbah. Les nouveaux venus se révoltent et deviennent indépendants. C’est la naissance de la république du Bouregreg ou république de Salé de 1621 à 1647. C'est essentiellement un repaire de corsaires et de pirates, qui viennent vendre leurs prisonniers chrétiens à proximité, au souk El Ghezel.

### Le palais alaouite
La dynastie alaouite entreprend à son tour des travaux d'aménagement du site entre 1757 et 1789, puis entre 1790 et 1792. La famille royale alaouite y fait construire un de ses premiers palais au Maroc.

### La révolte des Oudaya contre le sultan

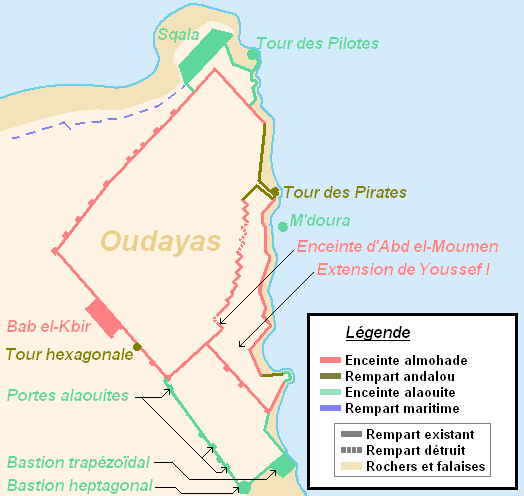
Plan des fortifications de la kasbah des Oudayas

En 1833, la tribu Oudaya issue du Sahara est chassée des environs de Fès, la capitale du Maroc de l'époque, par le sultan Moulay Abderrahmane et déplacée vers les environs de Rabat, tandis que les chefs de la tribu sont logés à la kasbah. On lui donne définitivement le nom de kasbah des Oudayas ou kasbah des Oudaïas.

## Monuments
L'histoire du site est visible à travers les monuments qui composent la Kasbah tels que :
- l'enceinte almohade et sa fameuse porte monumentale (Bab Al Kabir, un des emblèmes de l'architecture almohade) ;
- La demeure royale de la dynastie alaouite (toujours régnante) ;
- La mosquée Jamaa el Atiq[5] que le sultan  Mohammed ben Abdallah a fait reconstruire, dans la seconde moitié du XVIIIe siècle, par le converti anglais Ahmed El Inglizi[6];
- La maison princière dressée à l'ouest ;
- l'ouvrage militaire du borj Sqala.

## Culture contemporaine
Le site accueille chaque année le festival international des arts et de la culture « Été des Oudayas ».

## Galerie

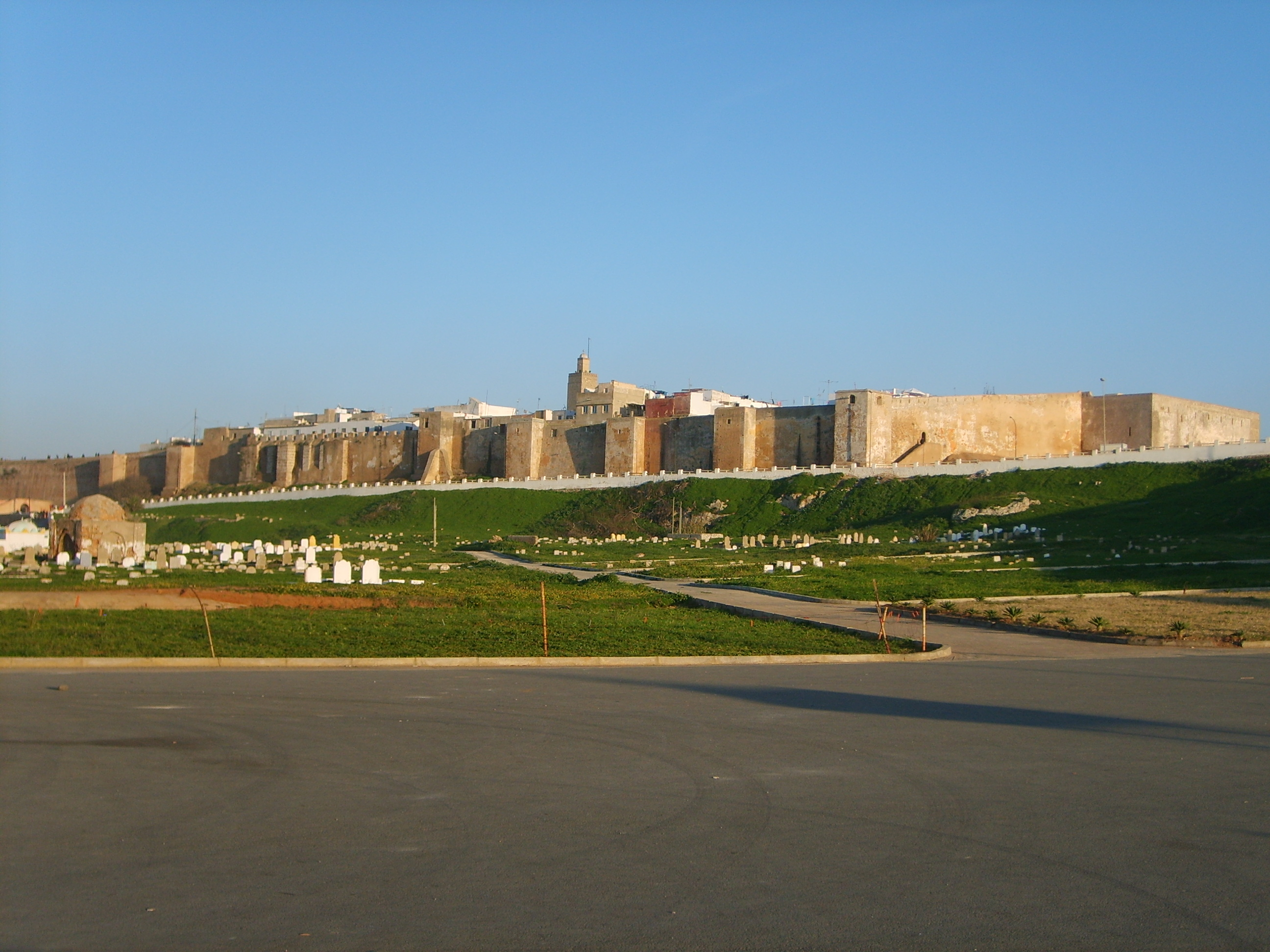
L'enceinte extérieure
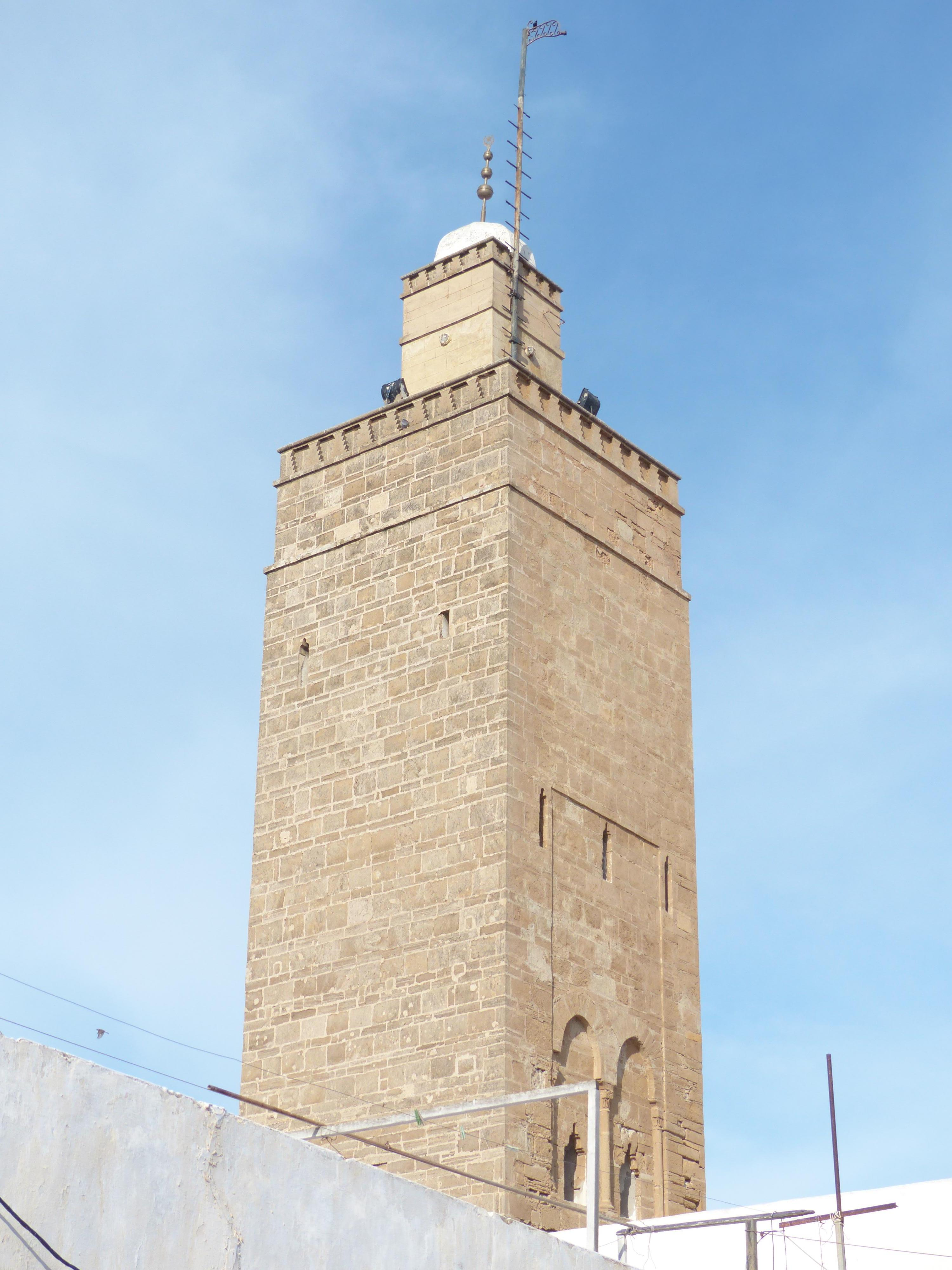
Mosquée Jamaa al-Atiq
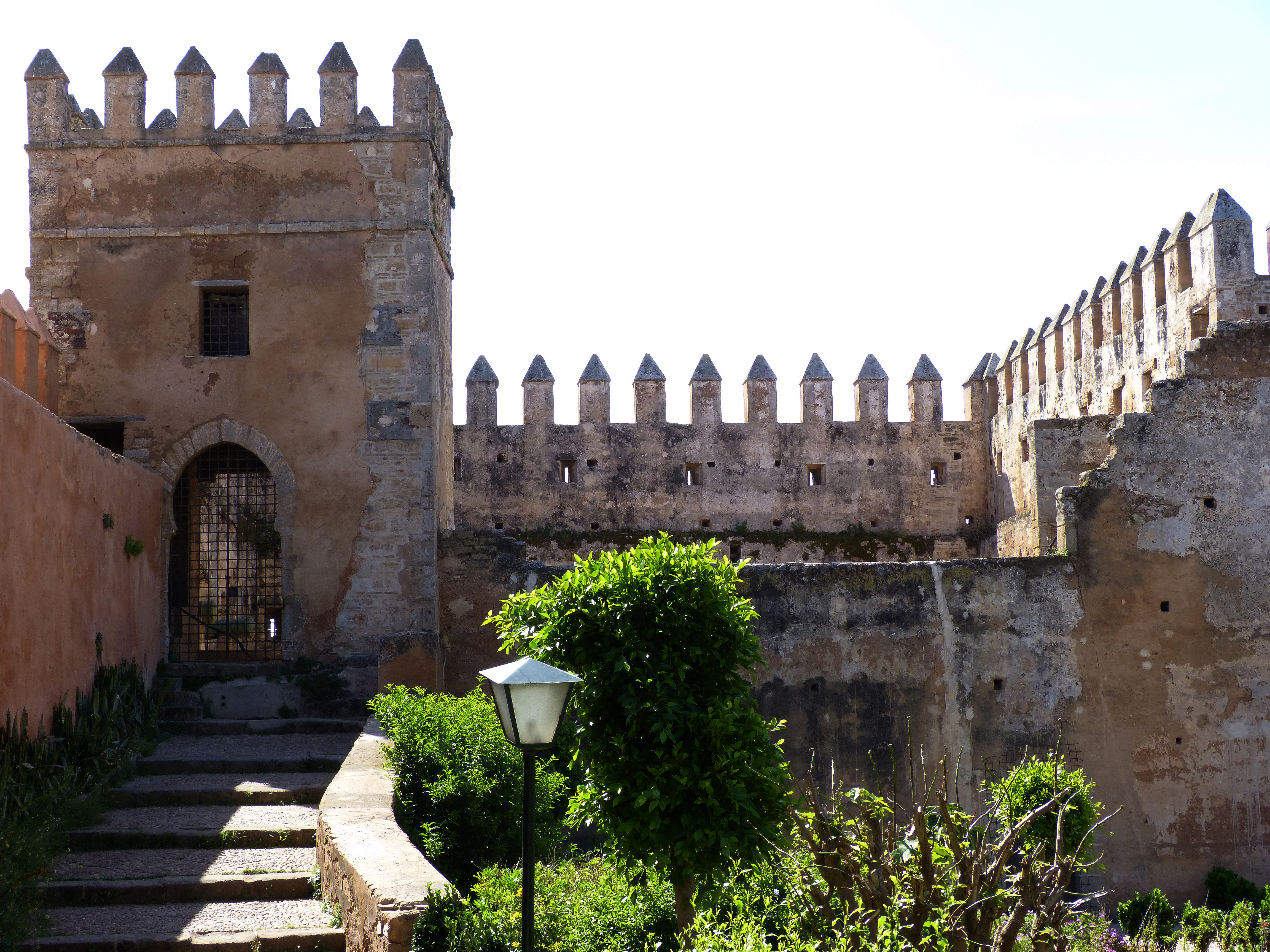
Enceinte de la kasbah
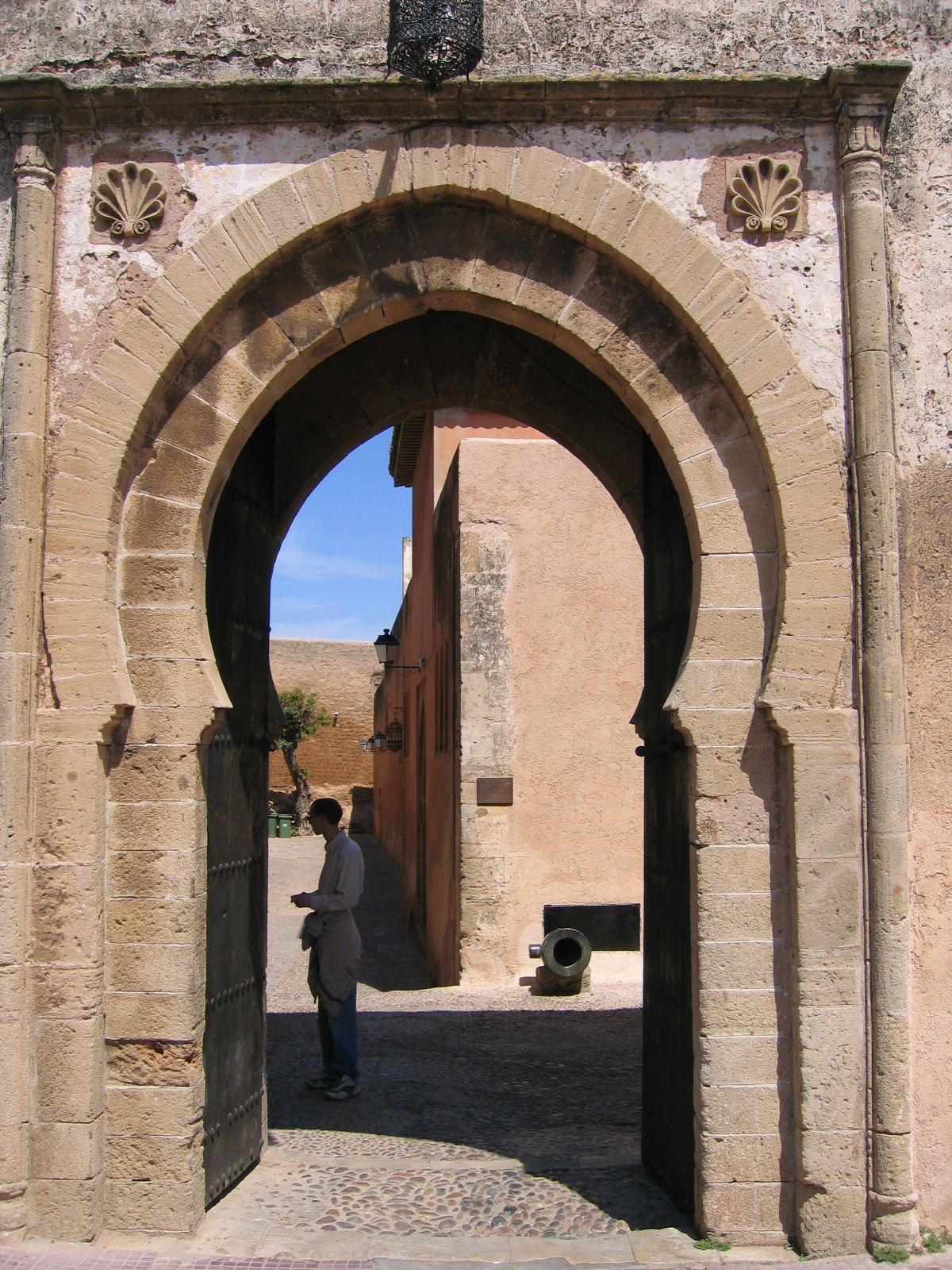
Entrée du jardin des Oudayas
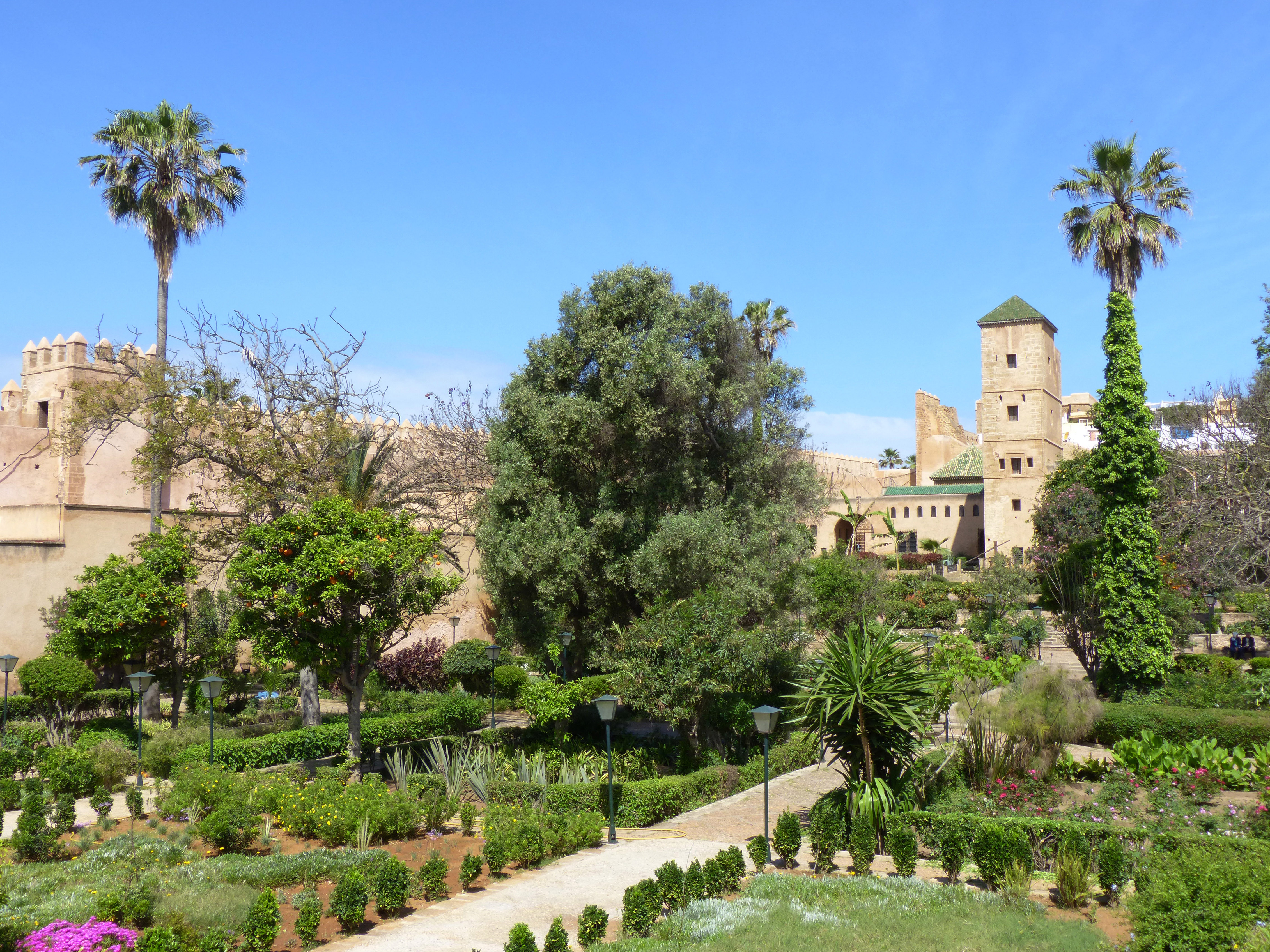
Jardin des Oudayas
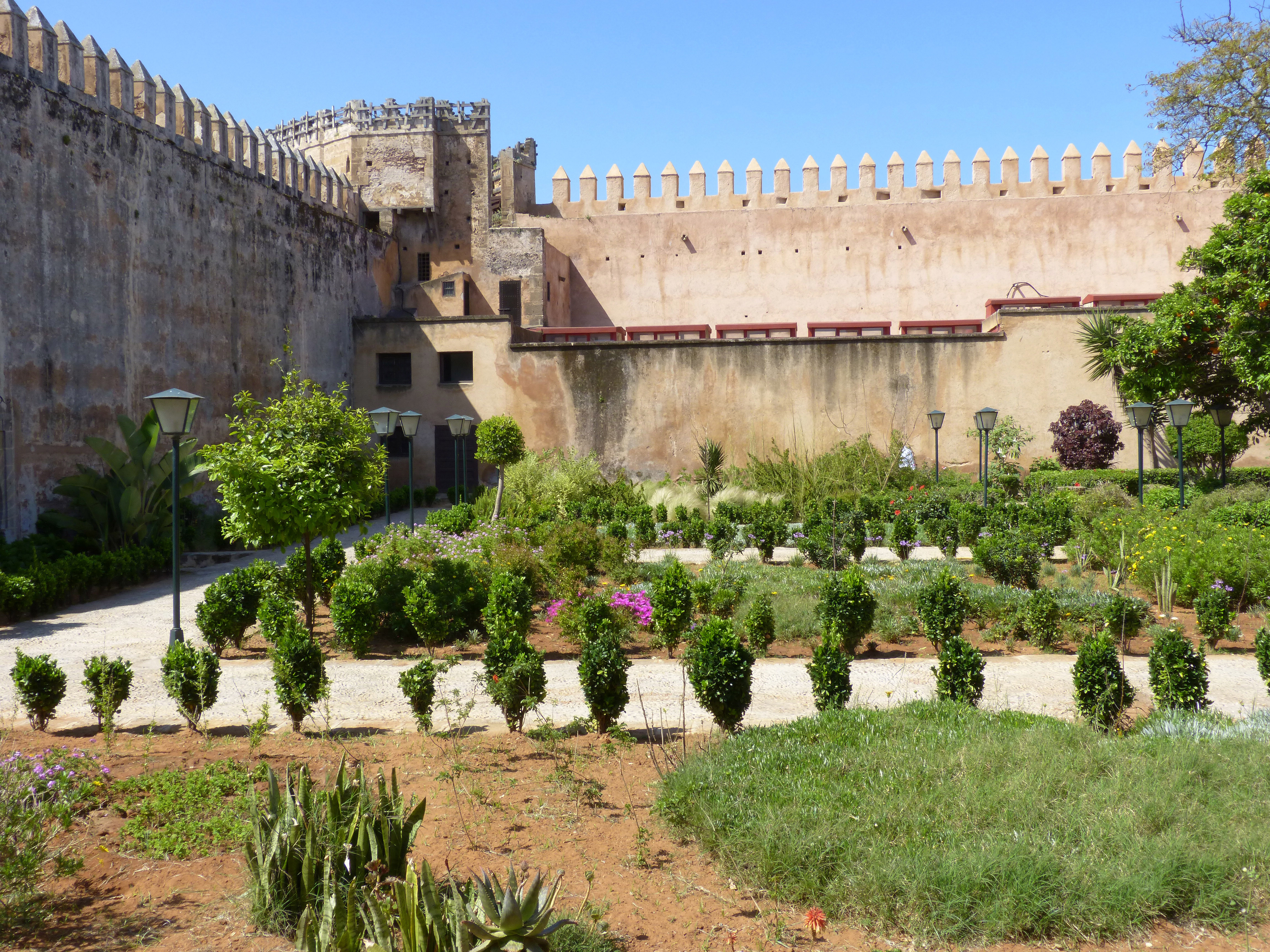
Jardin des Oudayas
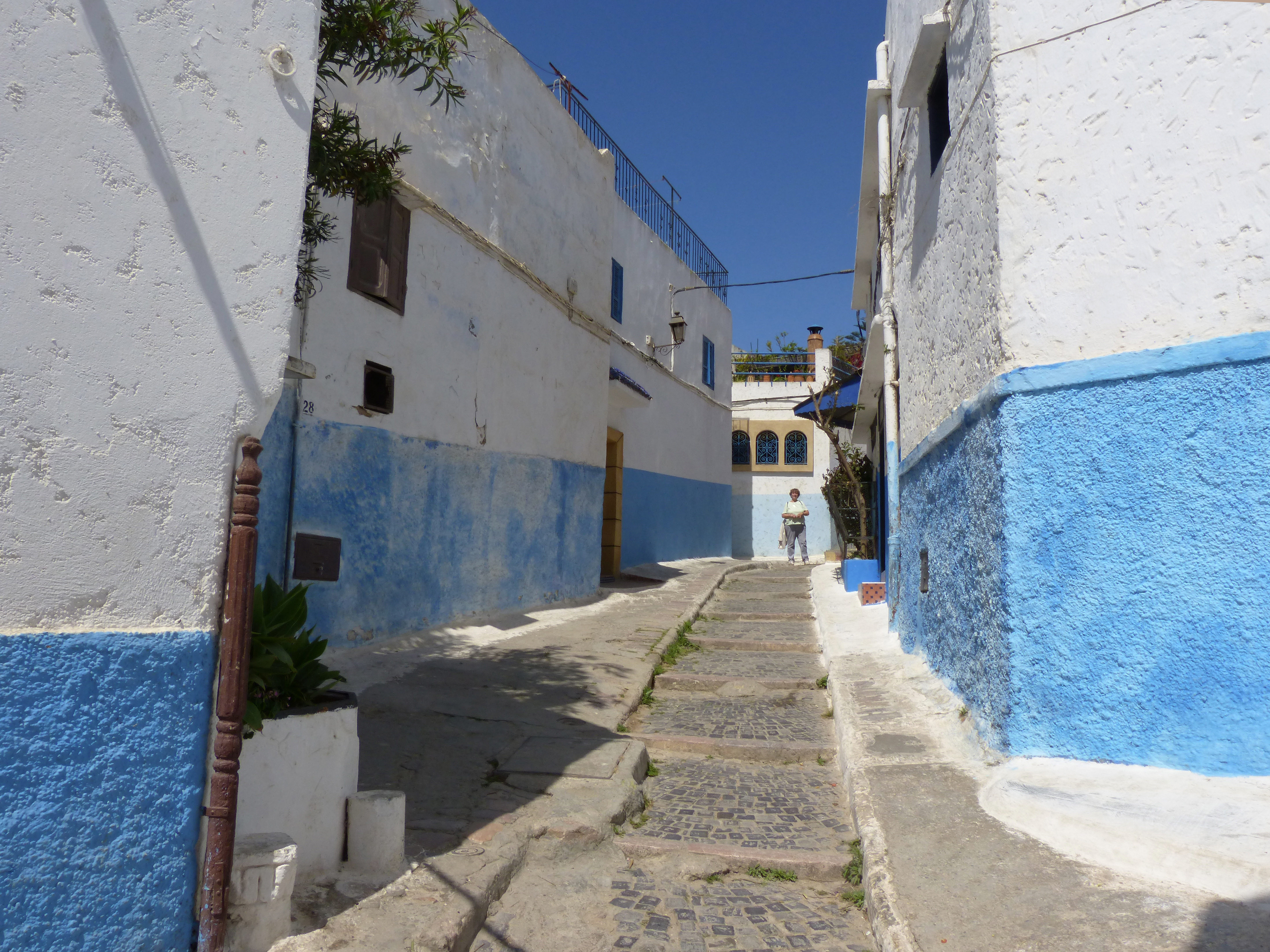
Ruelle de la kasbah
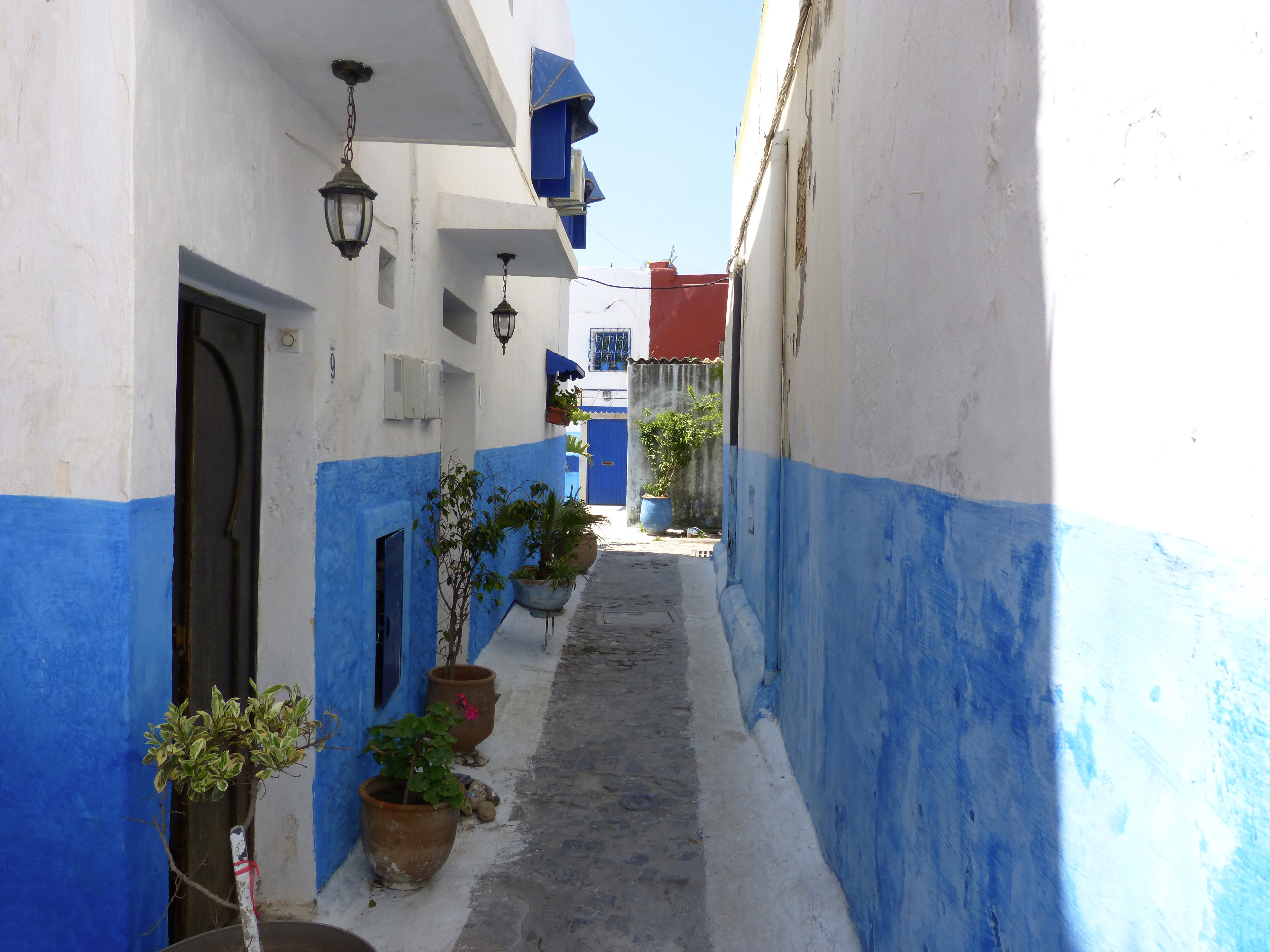
Ruelle de la kasbah
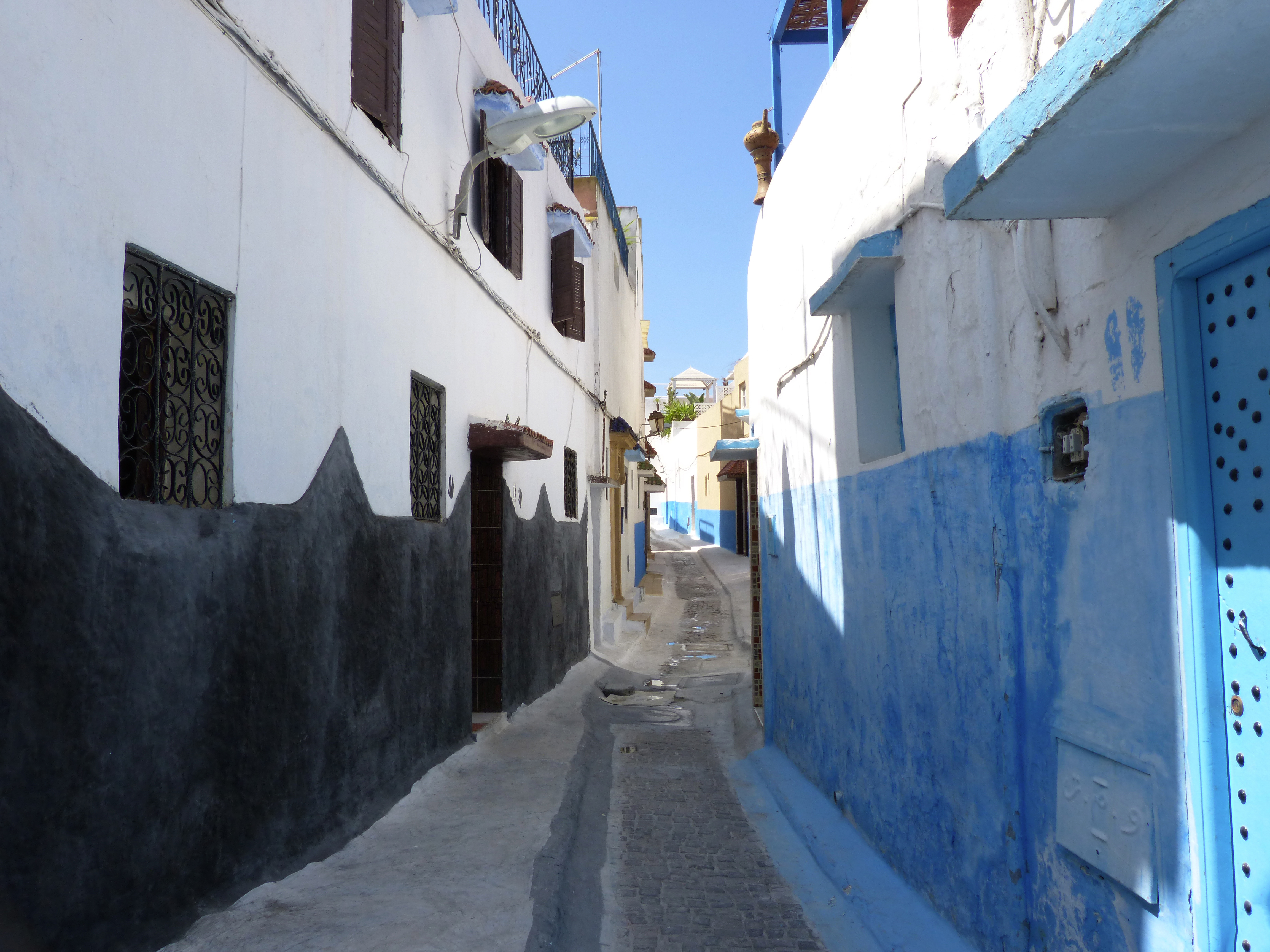
Ruelle de la kasbah